# Idly Walpoth
Idly Walpoth (Zürich, 24 november 1920) was een Zwitserse alpineskiester. Zij nam deel aan de Olympische Winterspelen van 1952.

## Belangrijkste resultaten

### Olympische Winterspelen
| Jaar | Plaats | Discipline  | Onderdeel        | Resultaat |
| ---- | ------ | ----------- | ---------------- | --------- |
| 1952 | Oslo   | alpineskiën | afdaling (v)     | 12e       |
| 1952 | Oslo   | alpineskiën | reuzenslalom (v) | 25e       |